# Saint-Félicien (Québec)
Pour les articles homonymes, voir Saint-Félicien.
Saint-Félicien est une ville du Québec située dans la MRC du Domaine-du-Roy au Saguenay–Lac-Saint-Jean.
La nouvelle ville de Saint-Félicien est née le 12 juin 1996, à la suite du regroupement de la ville de Saint-Félicien et de la municipalité de Saint-Méthode. Avec ses 10 392 habitants en 2025, la ville est la plus grande de la MRC.

## Toponymie
Tout comme le village voisin de St-Prime, la ville est nommée en l'honneur des frères Prime et Félicien de Foligno, évêques martyrisés et décapités en l'an 286 sous le règne de l'empereur romain Maximien,.

## Histoire

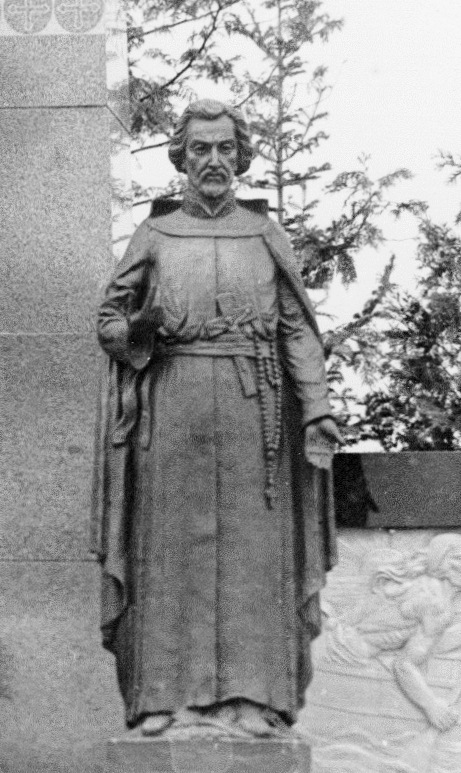
Jean de Quen est le premier Français à explorer la région

Autrefois, la rivière Ashuapmushuan, qui passe à l'emplacement actuel de la ville, était utilisée par les Amérindiens et les coureurs des bois comme voie de transport vers la baie d'Hudson et le lac Mistassini. Jean de Quen, premier explorateur européen de la région du Lac-Saint-Jean, la cartographie dès 1647. Pendant longtemps le site de Saint-Félicien et la rivière Ashuapmushuan resteront des lieux d'échange et des routes commerciales entre la Nouvelle-France (devenue colonie anglaise en 1763) et les Cris du nord du Québec. Les premiers colons viennent défrîcher la terre et s'y installer en 1865 et la colonie de Saint-Félicien est officiellement fondée en 1865. Les premiers établissements sont pratiquement tous rasés par le grand feu de 1870, mais rapidement reconstruits. Un premier bureau de poste nommé Saint-Félicien ouvre ses portes en 1875 et la municipalité de Saint-Félicien créée en 1882. Très vite, les terres fertiles du Lac Saint-Jean sont défrichées et les forêts d'épinettes noires approvisionnent les colons en bois de construction et de chauffage. La scierie est construite en 1950 puis, en 1960, est créé le Zoo sauvage de Saint-Félicien, institution désormais reconnue à l'échelle québécoise et canadienne. Vint ensuite l'établissement du Cégep en 1971 et l'usine de pâte kraft en 1977 par Donohue, aujourd'hui devenu Résolu.

Aujourd'hui implantée aux abords de la rivière Ashuapmushuan, cette municipalité est la première en importance de la MRC du Domaine-du-Roy avant Roberval. Elle constitue un important pôle touristique au Saguenay-Lac-Saint-Jean grâce au Zoo sauvage de Saint-Félicien. L'économie félicinoise du XXIe siècle repose désormais sur la foresterie (bois d'oeuvre et papiers), la production laitière et le tourisme. 

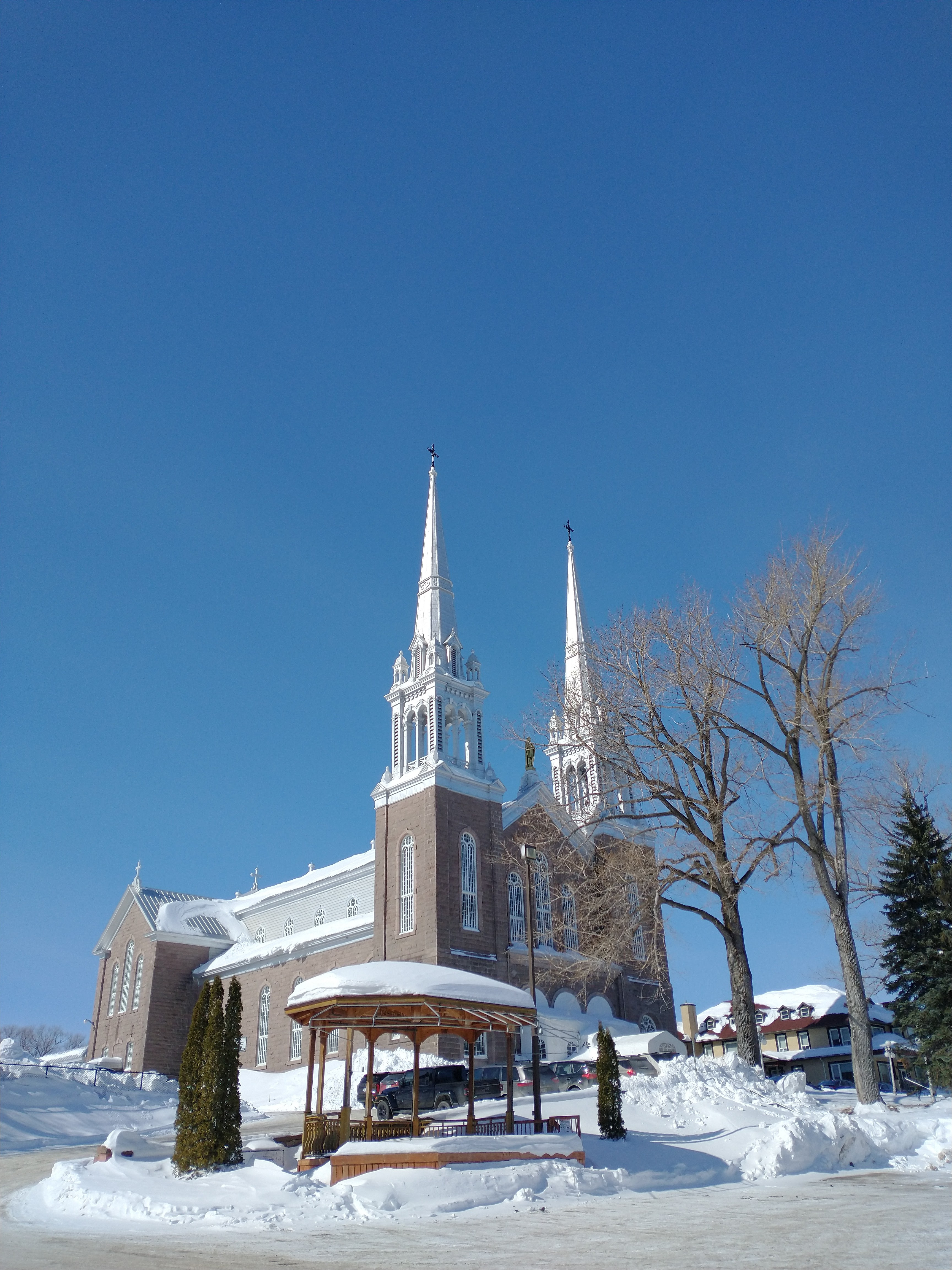

### Chronologie municipale
- 1er janvier 1882 : Élection de la municipalité de Saint-Félicien.
- 1er janvier 1886 : Élection de la municipalité de Saint-Méthode.
- 11 juillet 1905 : Élection du village de Saint-Félicien de la scission de la municipalité de Saint-Félicien.
- 26 octobre 1946 : Le village de Saint-Félicien devient la ville de St-Félicien.
- 15 mars 1969 : La ville de St-Félicien qui devient la ville de Saint-Félicien.
- 23 décembre 1976 : La municipalité de Saint-Félicien est annexée à la ville de Saint-Félicien.
- 12 janvier 1996 : La municipalité de Saint-Méthode est annexée à la ville de Saint-Félicien.

### Héraldique
| L'écu de Saint-Félicien se blasonne ainsi : Tranché de gueules à l’avion d’argent; de sinople aux trois gerbes d’or posées en bande et à l’usine d’argent brochant sur la partition. |

## Géographie
Saint-Félicien est située sur la rive nord-ouest du lac Saint-Jean à l'embouchure de la rivière Ashuapmushuan. La route 169, qui fait le tour du lac Saint-Jean, la traverse, et la route 167 qui mène à Chibougamau et au lac Albanel y commence. Le chemin de fer la dessert depuis 1917.

### Hydrographie
La rivière Ashuapmushuan traverse le centre de la municipalité du nord-ouest vers le sud-ouest jusqu'à son embouchure dans le lac Saint-Jean.
La Petite rivière Eusèbe y coule du nord-ouest vers le sud-est jusqu'à sa confluence avec la rivière Ashuapmushuan dans le centre-ville.
La rivière à la Carpe traverse l'ouest de la ville vers l'est jusqu'à sa confluence avec la Petite rivière Eusèbe.
La rivière à l'Ours en délimite le sud en coulant vers le nord-est jusqu'à sa confluence avec la rivière Ashuapmushuan.
À partir de son crénon, dans l'ouest, la Petite rivière à l'Ours coule vers le sud-est jusqu'à sa confluence avec la rivière à l'Ours.
La rivière Ticouapé coule du nord-est vers le sud jusqu'à son embouchure dans le lac Saint-Jean.

## Démographie
| 1991  | 1996   | 2001   | 2006   | 2011   | 2016   | 2021   |
| ----- | ------ | ------ | ------ | ------ | ------ | ------ |
| 9 340 | 10 797 | 10 622 | 10 477 | 10 278 | 10 238 | 10 089 |

D’après le site officiel de la ville (https://www.ville.stfelicien.qc.ca/fr/citoyens/histoire/), la population de Saint-Félicien s’élèverait à 10 259 habitants en date de janvier 2021.
D'après le recensement de 2016, plus de 99% des habitants de Saint-Félicien avaient le français comme première langue parlée.

## Administration
Les élections municipales se font en bloc pour le maire et les six conseillers.
| Saint-Félicien Maires depuis 2005                                                                                    |               |         |          |
| Élection | Maire         | Qualité | Résultat |
| 2005 | Gilles Potvin |         | Voir     |
| 2009 | Gilles Potvin | Voir    |          |
| 2013 | Gilles Potvin | Voir    |          |
| 2017 | Luc Gibbons   |         | Voir     |
| 2021 | Luc Gibbons   | Voir    |          |
| Élection partielle en italique Depuis 2005, les élections sont simultanées dans toutes les municipalités québécoises |               |         |          |

## Économie
L'agriculture et la forêt sont à l'origine du développement de Saint-Félicien. Le transport du minerai extrait à Chibougamau et Chapais a également contribué à sa prospérité. Il existe depuis 2001 une unité de cogénération de 25 MW alimentée par les déchets de l’industrie forestière, qui génère de l'électricité revendue à Hydro-Québec. Comme partout au Lac-Saint-Jean, Produit forestier Résolu est très présent à Saint-Félicien avec une usine de pâte Kraft ainsi qu'une scierie.
En 2016 ouvre Les Serres Toundra, une serre de concombre écologique qui réutilise le CO2 émis par l'usine de pâte Kraft de Résolu. La serre fournit rapidement une bonne partie des concombres de serre québécois. On annonce également la future implantation d'une usine de cannabis thérapeutique pour 2020.

## Attraits
On y retrouve un des plus importants jardins zoologiques du Québec, le Zoo sauvage de Saint-Félicien. La ville possède également une marina de plaisance, une piste de course automobile, ainsi qu'un centre de plein-air nommé Tobo-Ski qui regroupe un centre de ski, ainsi qu'un centre de vélo de montagne.

## Éducation
- Commission scolaire du Pays-des-Bleuets
- Polyvalente des Quatre-Vents
- Cégep de Saint-Félicien
- Centre d'études universitaires du Haut-Lac-Saint-Jean, dispensant des cours de l'Université du Québec à Chicoutimi.

## Personnalités associées
- Jean-Claude Simard, artiste peintre
- Jean Ratelle, joueur de hockey
- André Lamontagne, personnalité politique canadienne.